# Cinque Nazioni femminile 2001
Il Cinque Nazioni 2001 fu la terza e ultima edizione del torneo rugbistico femminile europeo oggi noto come Sei Nazioni ad avere tale denominazione, nonché la sesta assoluta; dall'edizione successiva l'Irlanda rientrò nella competizione che, così, assunse il nome attuale.
Il torneo fu vinto dall'Inghilterra, che realizzò il Grande Slam.

## Calendario

### 1ª giornata
| Saint-Denis 3 febbraio 2001 | Francia | 13 – 0 | Scozia |  |

| Newport 4 febbraio 2001 | Galles | 0 – 18 | Inghilterra |  |

### 2ª giornata
| Worcester 18 febbraio 2001 | Inghilterra | 28 – 13 | Spagna |  |

| Edimburgo 18 febbraio 2001 | Scozia | 22 – 0 referto | Galles | Meggetland |

### 3ª giornata
| Madrid 3 marzo 2001 | Spagna | 6 – 0 | Francia |  |

| Richmond upon Thames 4 marzo 2001 | Inghilterra | 39 – 0 | Scozia |  |

### 4ª giornata
| Nanterre 16 marzo 2001 | Francia | 24 – 3 | Galles |  |

| Melrose 16 marzo 2001 | Scozia | 19 – 8 | Spagna |  |

### 5ª giornata
| Northampton 8 aprile 2001 | Inghilterra | 50 – 6 | Francia |  |

| Wrexham 8 aprile 2001 | Galles | 0 – 6 | Spagna |  |

## Classifica
| Pos | Squadra     | G | V | N | P | PF  | PS | DP   | Pt |
| --- | ----------- | - | - | - | - | --- | -- | ---- | -- |
| 1   | Inghilterra | 4 | 4 | 0 | 0 | 135 | 18 | +117 | 8  |
| 2   | Francia     | 4 | 2 | 0 | 2 | 43  | 59 | −16  | 4  |
| 3   | Spagna      | 4 | 2 | 0 | 2 | 31  | 47 | −16  | 4  |
| 4   | Scozia      | 4 | 2 | 0 | 2 | 41  | 60 | −19  | 4  |
| 5   | Galles      | 4 | 0 | 0 | 4 | 3   | 69 | −66  | 0  |